# Friedrich Lux (Politiker)
Friedrich („Fiete“) Lux (* 28. September 1892 in Imten, Ostpreußen; † 6. November 1933 im KZ Fuhlsbüttel) war ein deutscher Politiker (KPD) und Widerstandskämpfer gegen den Nationalsozialismus.

## Leben
Bereits in seiner Jugend ging Lux nach Hamburg, wo er als Hafenarbeiter tätig war. 1908 schloss er sich der Arbeiterjugend an, ab 1911 war er gewerkschaftlich organisiert. Im Ersten Weltkrieg diente er als Soldat an der Westfront. Wegen Auflehnung gegen Vorgesetzte wurde er zu sechs Monaten Festungshaft verurteilt.
1918 wurde Lux Mitglied der USPD und schloss sich mit deren linkem Flügel 1920 der KPD an. Er war am Aufbau der Roten Hilfe in Hamburg beteiligt. Im Oktober 1923 beteiligte er sich am Hamburger Aufstand. Lux arbeitete bis 1929 als Schauermann im Hamburger Hafen. Von Oktober 1928 bis 1933 gehörte er für die KPD der Hamburgischen Bürgerschaft an und war Mitglied der Bezirksleitung Wasserkante. Im Frühjahr 1929 wurde er hauptamtlicher Sekretär der KPD Wasserkante. Auf dem XII. Parteitag der KPD im Juni 1929 in Berlin-Wedding wurde er ins ZK der KPD gewählt. Ab 1929 war er als hauptamtlicher RGO-Funktionär tätig. Er war 1928 Delegierter des VI. Weltkongresses der Kommunistischen Internationale. Lux war Anhänger Heinz Neumanns und enger Mitarbeiter des Reichstagsabgeordneten Hans Kippenberger. Im Sommer 1932 wurde er zusammen mit Neumann aus dem ZK entfernt. Lux wurde Mitarbeiter im AM-Apparat Kippenbergers und beteiligte sich früh an Vorbereitungen, die KPD in die Illegalität zu führen. In Kopenhagen richtete er Ende 1932 einen Parteistützpunkt ein, von dem aus im Falle eines Parteiverbots die politische Arbeit im norddeutschen Raum koordiniert werden sollte.
Nach dem Reichstagsbrand und den ersten Verhaftungen kommunistischer Funktionäre versuchte Lux, die illegale KPD-Organisation in Hamburg zu reorganisieren. Er wurde jedoch bereits am 25. Juli 1933 durch die Gestapo verhaftet und wegen Hochverrats in „Schutzhaft“ genommen. Die Gestapo wollte durch Lux die Fäden des zentralen Apparates der KPD in die Hände bekommen. Lux gab jedoch auch unter den Folterungen nichts preis. Er erlag am 6. November 1933 den fortgesetzten schweren Misshandlungen.

## Ehrung

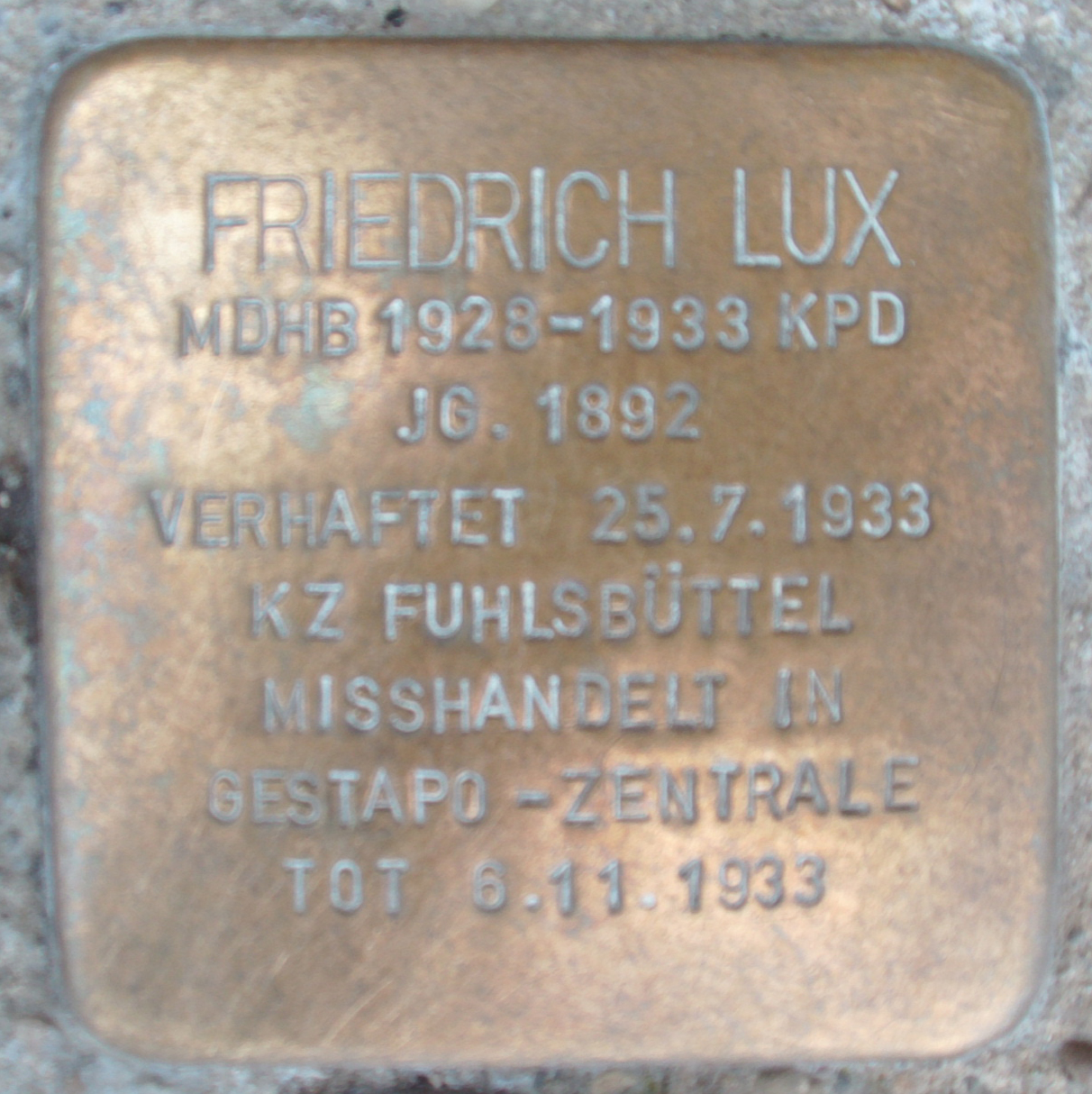
Stolperstein vor dem Rathaus

- In Hamburg wurden am 8. Juni 2012 vor dem Rathaus Stolpersteine für die ermordeten Mitglieder der Hamburgischen Bürgerschaft verlegt, darunter auch für Friedrich Lux.[2] Auch vor seiner Wohnung, Martin-Luther-Straße 7a, wurde ein Stolperstein verlegt.